# Zheng Qian
Zheng Qian ou Chêng Ch'ien ou Tcheng K'ien, surnom: Ruoqi est un peintre chinois du VIIIe siècle. Originaire de Zhengzhou (capitale de la province chinoise du Henan). Ses dates de naissance et de décès (vers 690-764) sont données sans précision, on sait qu'il est actif dans le milieu du VIIIe siècle.

## Biographie
Zheng Qian est un célèbre calligraphe, musicien et peintre de paysages, ami des poètes Du Fu et Li Bo, il est très apprécié de l'empereur Minghuang.

## Peinture monochrome et composite
À la différence d'œuvres anciennes où l'artiste illustre le texte d'un autre, les images et les mots sont maintenant le fait de la même personne. Chaque section de la peinture commence par une inscription qui identifie le site et le décrit (livrant aussi les réactions de l'auteur à son propos), à la fois en prose et en vers. La peinture accompagnant le texte est davantage une contrepartie visuelle des mots qu'une représentation directe du lieu. Et, les scènes monochromes définissent aussi un contexte visuel dans lequel les inscriptions peuvent être appréciées en tant qu'œuvre calligraphique issue du même pinceau. Il est possible que ce genre de peinture composite existe déjà à l'époque de Lu Hong. Zhang Yanyuan rapporte que Zheng Qian, un autre fameux artiste lettré de l'époque des Grands Tang, offre un jour à Minghuang un rouleau où les vers, les illustrations et la calligraphie sont de sa mains. Ravi, l'empereur inscrit sur le rouleau les mots: « les Trois Perfections [sanjue] de Zheng Qian ».
À l'exception de quelques fragments provenant de Turpan, aucun paysage à l'encre du milieu ou de la fin des Tang ne survit, pas même de copies. Cette situation est particulièrement regrettable car ces cent quarante ans représentent une période cruciale dans l'histoire  de cette tradition artistique. D'autre part, des textes du IXe et Xe siècles recensent un nombre croissant de lettrés qui se consacrent à la peinture de pins, rochers et paysages; d'autre part, la maturité des paysages monochromes au Xe siècle — qu'illustrent les écrits de Jing Hao et la peinture de Li Cheng — suppose une précédente étape de développement intense. En effet, on peut dire que cet essor est le phénomène artistique le plus important de la seconde moitié des Tang, et qu'il est encouragé non par la prospérité de l'État mais par son déclin.

## Le non conformise à la fin des Tang
Dans son ouvrage, Zhu Jingxuan place certains peintres lettrés dans une classe « sans entraves » (yipin) parce qu'à son avis, ils ne se conforment à aucune règle établie et que, de ce fait, ils ne peuvent être jugés selon ces règles. Cette tendance au non-conformisme émerge dès le milieu du VIIIe siècle. Zhang Yanyuan résume le style de vie de bohème de Zheng Qian en une phrase: « Souffrant de privations, il aime le qin, le vin et chanter des poèmes ».